# Фрасинето По
Фрасинѐто По̀ (на италиански: Frassineto Po; на пиемонтски: Frassiné da Po, Фрасине да По) е село и община в Северна Италия, провинция Алесандрия, регион Пиемонт. Разположено е на 104 m надморска височина. Населението на общината е 1463 души (към 2010 г.).